# Jabloň nízká
Jabloň nízká (Malus pumila) je druh opadavých listnatých stromů z čeledi růžovitých. Přirozeně se vyskytuje v oblasti od Střední Asie po jihovýchodní Evropu. Jsou to stromy nebo keře vysoké přibližně 5 metrů. Tvoří oválnou korunu, jejich převisající větve nemají kolce. Druh má tendenci podrážet a rozšiřovat se kořenovými výběžky.

## Synonyma
- Malus communis
- Malus praecox
- Pyrus pumila

Česká synonyma:
- jabloň zakrslá

## Použití
Některé variety jsou v zahradách a parcích používány jako okrasné dřeviny, především pro kvetení a plody. Například kultivary Malus pumila 'Balleriana', 'Liset', 'Profusion', 'Roseta', 'Rudolph'.
Hospodářský význam má varieta janče svatometské (Malus pumila var. paradisiaca) a duzén (Malus pumila var. praecox). Tyto variety jsou používány jako podnože pro šlechtěné odrůdy jabloní, jsou označovány jako podnože řady M.